# Tiziana Di Masi
Tiziana Di Masi (Altavilla Silentina, 15 gennaio 1976) è un'attrice e autrice italiana.

## Biografia
Inizia la carriera nel 1998, alternando l'attività di attrice scritturata con spettacoli sul recupero della memoria storica. Contemporaneamente, dal 2000 al 2007, porta avanti un'intensa attività autoprodotta di teatro ragazzi.
Dal 2007 al 2009 si spinge nell'ambito gastronomico con produzioni innovative legate alla cultura e alla storia del cibo, con Massimo Montanari e Carlo Lucarelli. Nel 2008 porta in scena, con la chef Aurora Mazzucchelli e la maitre Benedetta De Prà, "Escargot e... brachetto!?!, prima commedia sull'alta cucina interpretata da sole donne.
Dal 2008, Tiziana Di Masi indirizza il proprio teatro civile verso la promozione attiva di una cultura della legalità, collaborando con il giornalista d'inchiesta Daniele Biacchessi e il pianista Gaetano Liguori.
Nel 2010, in collaborazione con l'associazione Libera, avvia un progetto di teatro civile-gastronomico che diventerà uno spettacolo, Mafie in pentola. Libera Terra, il sapore di una sfida, sulla storia delle cooperative di Libera Terra, tuttora in scena e con all'attivo circa 170 repliche effettuate in tutta Italia.
Nel 2011 mette a punto un format innovativo che coniuga narrazione teatrale e inchiesta giornalistica, Voce alle parole – alla scoperta del giornalismo d'inchiesta che "minaccia" le mafie.
Dal 2011 è nel direttivo di Arci Ponti di Memoria, il primo network in Italia che riunisce giornalisti, scrittori, artisti e musicisti impegnati sul tema della memoria e dell'impegno sociale.
Nel 2013 debutta il suo ultimo spettacolo, Tutto quello che sto per dirvi è falso, dedicato al tema della contraffazione e del mercato del falso, promosso da Regione Veneto e patrocinato da alcune delle principali istituzioni (Commissione europea, ministero dello Sviluppo economico) e associazioni nazionali ed europee nell'ambito produttivo, della tutela dei consumatori e dei lavoratori.

## Premi e riconoscimenti
- Premio Wanda Capodaglio, 1999
- Premio nazionale Tito Maccio Plauto, 2004

### Premi e riconoscimenti per la promozione della legalità
- Premio Carlo Alberto dalla Chiesa - Legalità e Cambiamento, sezione Arti e Cultura, per Mafie in pentola. Libera Terra, il sapore di una sfida. 2014
- Premio Cultura contro le mafie, 2014

### Articoli e interviste
- Vogue Italia, ottobre 2013, "To be or not to be fake" (PDF), su tuttofalso.org.
- El Paìs, Gastronomìa cìvica, 3 agosto 2014, su cultura.elpais.com.
- Il Sole 24 Ore, "Tiziana Di Masi cucina le mafie in pentola e offre agli spettatori il gusto della vita", 13 giugno 2013, su ilsole24ore.com.
- Narcomafie, "Se la mafia la finanziamo noi", novembre 2013 (PDF), su tuttofalso.org.
- Vanity Fair. L'attrice Tiziana Di Masi denuncia il grave fenomeno della contraffazione in un progetto teatrale brillante e innovativo., su vanityfair.it. URL consultato il 4 gennaio 2015 (archiviato dall'url originale il 13 novembre 2013).